# モンテジャルディーノ
モンテジャルディーノ（イタリア語: Montegiardino）は、サンマリノのカステッロ（コムーネ）。面積3.31平方キロ、人口818人（2006年）。

## 地理
面積が小さいため、人口は国内の9つのカステッロのうち最少である。サンマリノのフィオレンティーノおよびファエターノと、イタリアのモンテ・グリマーノ・テルメおよびサッソフェルトリオと隣接する。
とても古くからある地域。

## 歴史
1463年のサンマリノ最後の領土拡張で併合された。

## 教区
ひとつの教区（チェルバイオラ教区）が置かれている。
座標: 北緯43度54分32秒 東経12度29分04秒 / 北緯43.90889度 東経12.48444度